# How I Could Just Kill a Man
«How I Could Just Kill a Man» ("Cómo Podría Matar A Un Hombre" en su traducción literal, y "No Entiendes La Onda" en su versión en español) es el sencillo debut del grupo de hip hop Cypress Hill de su álbum epónimo debut, Cypress Hill, y fue su primer gran éxito en 1991. Fue lanzado como doble lado A en "The Phuncky Feel One". El video musical cuenta con cameos de Q-Tip (miembro de A Tribe Called Quest) y Ice Cube, con quien después tendrían un feudo. Más tarde fue relanzado en 1999 en español con un nuevo vídeo musical. Es la primera pista de sus grandes éxitos Greatest Hits From the Bong. La canción aparece en el videojuego de 2004 Grand Theft Auto: San Andreas, en la emisora ficticia de radio de West Coast hip hop Radio Los Santos. Alcanzó el puesto 79 en la lista de About.com "Top 100 Rap Songs".
En el final de la canción (aproximadamente en los últimos 30 segundos) se escuchó a alguien diciendo: "Todo lo que quería era una Pepsi". Esta cita está tomada de la conocida canción de Suicidal Tendencies, "Institutionalized".
En 2001, Cypress Hill incluyó una secuela de la canción en su álbum Stoned Raiders titulada "Here Is Something You Can't Understand", utilizando el mismo coro pero con nuevos versos de B-Real, Sen Dog y Kurupt como artista invitado.

## Versión de Rage Against the Machine
La canción fue versionada por la banda de rock estadounidense Rage Against the Machine en su álbum de versiones, Renegades. Este se transformaría en el último sencillo de la banda hasta su separación el mismo año de su lanzamiento. Rage Against the Machine interpretó la canción en su DVD, Live at the Grand Olympic Auditorium, acompañado de Cypress Hill.